# Костомарівка
Костома́рівка — село в Україні, у Кетрисанівській сільській громаді Кропивницького району Кіровоградської області. Населення становить 349 осіб (2021 рік). Колишній центр Костомарівської сільської ради.

## Населення
Згідно з переписом УРСР 1989 року чисельність наявного населення села становила 425 осіб, з яких 195 чоловіків та 230 жінок.
За переписом населення України 2001 року в селі мешкало 489 осіб.

### Мова
Розподіл населення за рідною мовою за даними перепису 2001 року:
| Мова       | Відсоток |
| ---------- | -------- |
| українська | 93,66 %  |
| молдовська | 4,29 %   |
| вірменська | 1,23 %   |
| російська  | 0,82 %   |